# NGC 6845
NGC 6845 је спирална галаксија у сазвежђу Телескоп која се налази на NGC листи објеката дубоког неба.
Деклинација објекта је - 47° 4' 12" а ректасцензија 20h 0m 58,0s. Привидна величина (магнитуда) објекта NGC 6845 износи 13,0 а фотографска магнитуда 13,8. NGC 6845 је још познат и под ознакама NGC 6845A, ESO 284-8, AM 1957-471, IRAS 19573-4712, PGC 63985.